# Cantonul Angers-Est
Cantonul Angers-Est este un canton din arondismentul Angers, departamentul Maine-et-Loire, regiunea Pays de la Loire, Franța.

## Comune
- Angers (parțial, reședință)
- Le Plessis-Grammoire
- Saint-Barthélemy-d'Anjou